# Kai Gehring (Fußballspieler)
Kai Gehring (* 12. Februar 1988 in Eislingen) ist ein deutscher ehemaliger Fußballspieler.

## Laufbahn
Gehring begann mit dem Fußballspielen beim ASV Eislingen und wechselte als Zwölfjähriger zum VfB Stuttgart. In der A-Jugend wechselte er vom SSV Ulm zum 1. FC Nürnberg. Der „Club“ besorgte dem damals 18-Jährigen eine Wohnung und einen Ausbildungsplatz zum Industriekaufmann. Mit der Nürnberger U-23 stieg er 2008 aus der Bayernliga in die Regionalliga auf. Dort wurde der SV Wehen Wiesbaden auf den Innenverteidiger aufmerksam. Nach dem Wehener Zweitliga-Abstieg wechselte Kai Gehring zu den Hessen und spielte sich in der 3. Liga schnell in die Mannschaft. In der Hinrunde der Saison 2010/11 wurde er nur noch in der Wehener Regionalliga-Mannschaft eingesetzt, daraufhin wechselte Gehring im Januar 2011 zum Drittligisten 1. FC Saarbrücken, für den er bis zum Sommer 2012 auflief. Nach einer Zeit der Vereinslosigkeit schloss er sich im Sommer 2013 der SG Sonnenhof Großaspach in der Regionalliga Südwest an. Mit der SGS stieg er in der Spielzeit 2013/14 in die 3. Liga auf. Insgesamt spielte Gehring sechs Jahre mit Sonnenhof Großaspach in der dritten Liga, 2020 stieg das Team, zwei Jahre später stieg man auch aus der Regionalliga Südwest ab. Nach dem Abstieg 2022 teilte ihm der Klub mit, nicht mehr mit ihm zu planen. Seine Laufbahn setzte er daraufhin nahe seines Wohnorts Süßen in der Kreisliga als Spielertrainer der TSG Salach fort, als sein Co-Trainer wird der Ex-Profi Michael Oelkuch fungieren. In Salach verbrachte Gehring zwei Jahre, stieg mit dem Verein unter anderem in die Bezirksliga auf und beendete im Sommer 2024 seine Karriere.